# Інгібітори тирозинкінази

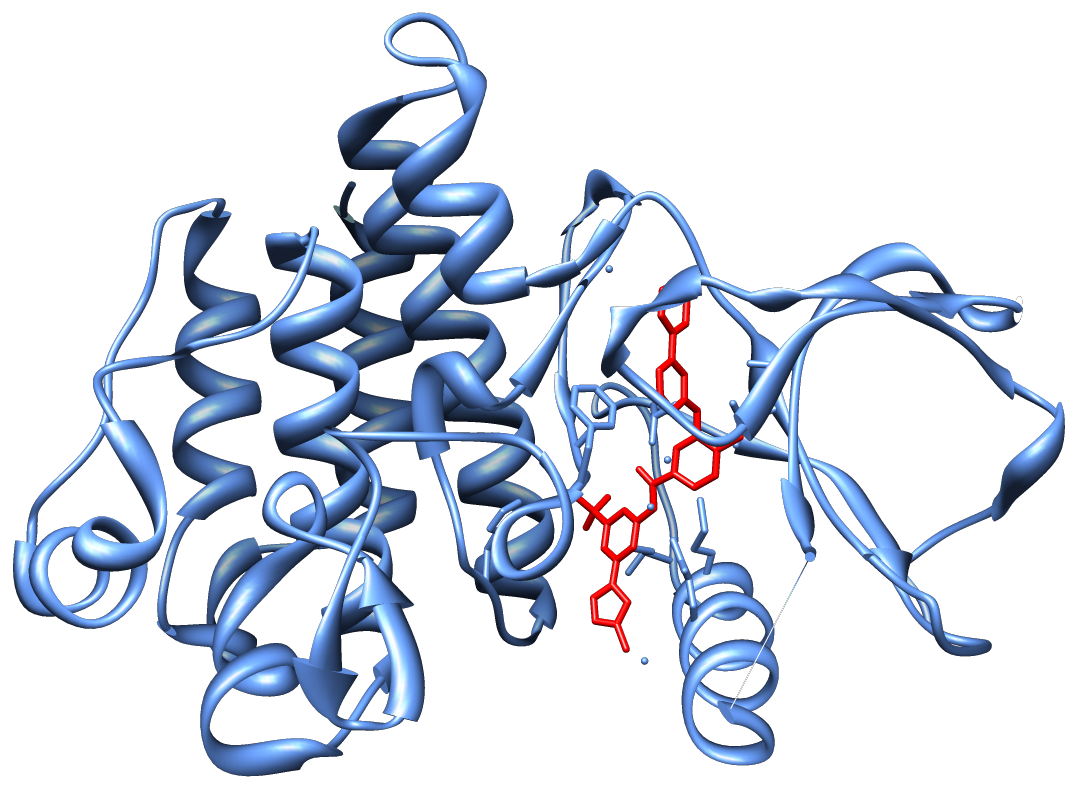
Кристалічна структура інгібітора тирозинкінази ІІ покоління нілотиніба (червоний) у комплексі з ферментом Abl (синій). Нілотиніб застосовується в лікуванні хронічного мієлоцитарного лейкозу — злоякісної пухлини системи кровотворення.

Інгібітори тирозинкінази (також Інгібітори протеїнтирозинкінази) — група лікарських засобів, які інгібують ферменти тирозинкінази. Тирозинкінази є ферментами, що відповідають за активацію великої кількості білків у каскаді сигнальної трансдукції. Ці білки активуються додаванням до них фосфатної групи (фосфорилюванням), і саме цей процес пригнічують інгібітори тирозинкінази. Інгібітори тирозинкінази зазвичай застосовуються для лікування різних форм злоякісних пухлин, зокрема вони значно покращують прогноз у лікуванні хронічного мієлоцитарного лейкозу. Іноді їх називають «тифостінами» (англ. tyrphostins), що є скороченням англійських слів «tyrosine phosphorylation inhibitor», за їх влучною назвою в журнальній публікації в 1988 році, в якій уперше описані сполуки, що інгібують каталітичну активність рецептора епідермального фактора росту.
Опубліковані в 1988 році результати досліджень стали першим описом досліджень властивостей низькомолекулярних інгібіторів фосфорилювання тирозину; проте ці сполуки не впливали на протеїнкінази, які інгібують фосфорилювання серину або треоніну, та відрізняються від рецепторів EGFR та інсулінового рецептора. У подальших дослідженнях синтезовані сполуки, які мали здатність інгібувати не лише EGFR, а й інші рецептори, зокрема  HER2.

## Історія дослідження та синтезу інгібіторів тирозинкінази
Численні дослідження, метою яких став синтез різних інгібіторів тирозинкінази, призвели до появи низки нових лікарських препаратів, які є ефективними в лікуванні різних видів лейкозів та злоякісних пухлин інших локалізацій. Першим із цих препаратів став іматиніб, який у клінічних дослідженнях був ефективним у лікуванні хронічного мієлоцитарного лейкозу, пізніше синтезовані гефітиніб і ерлотиніб, які відносяться до інгібіторів EGFR. Результатом ранніх досліджень інгібіторів тирозинкінази став також синтез сунітинібу, який є інгібітором PDGF, VEGF та FGF.

## Механізм дії
Інгібітори тирозинкінази володіють чотирма різними механізмами дії на ферменти: вони конкурентно інгібують зв'язування з білками аденозину трифосфату, що спричинює гальмування фосфорилювання та інгібування активності великої кількості білків у каскаді сигнальної трансдукції; окрім того, вони діють на алостеричний центр ферменту, змінюючи конфігурацію його молекули, що спричинює зниження його активності. Встановлено, що інгібітори тирозинкінази порушують зв'язок тирозинкінази із молекулярним шапероном Cdc37-Hsp90, від якої залежить її стабільність у клітині, а також здатність її до убіквітилювання та деградації. Теоретично препарати. які впливають на сигнальну трансдукцію, можуть застосовуватися й для лікування непухлинних проліферативних захворювань, а також для лікування запальних захворювань.